# Guncon

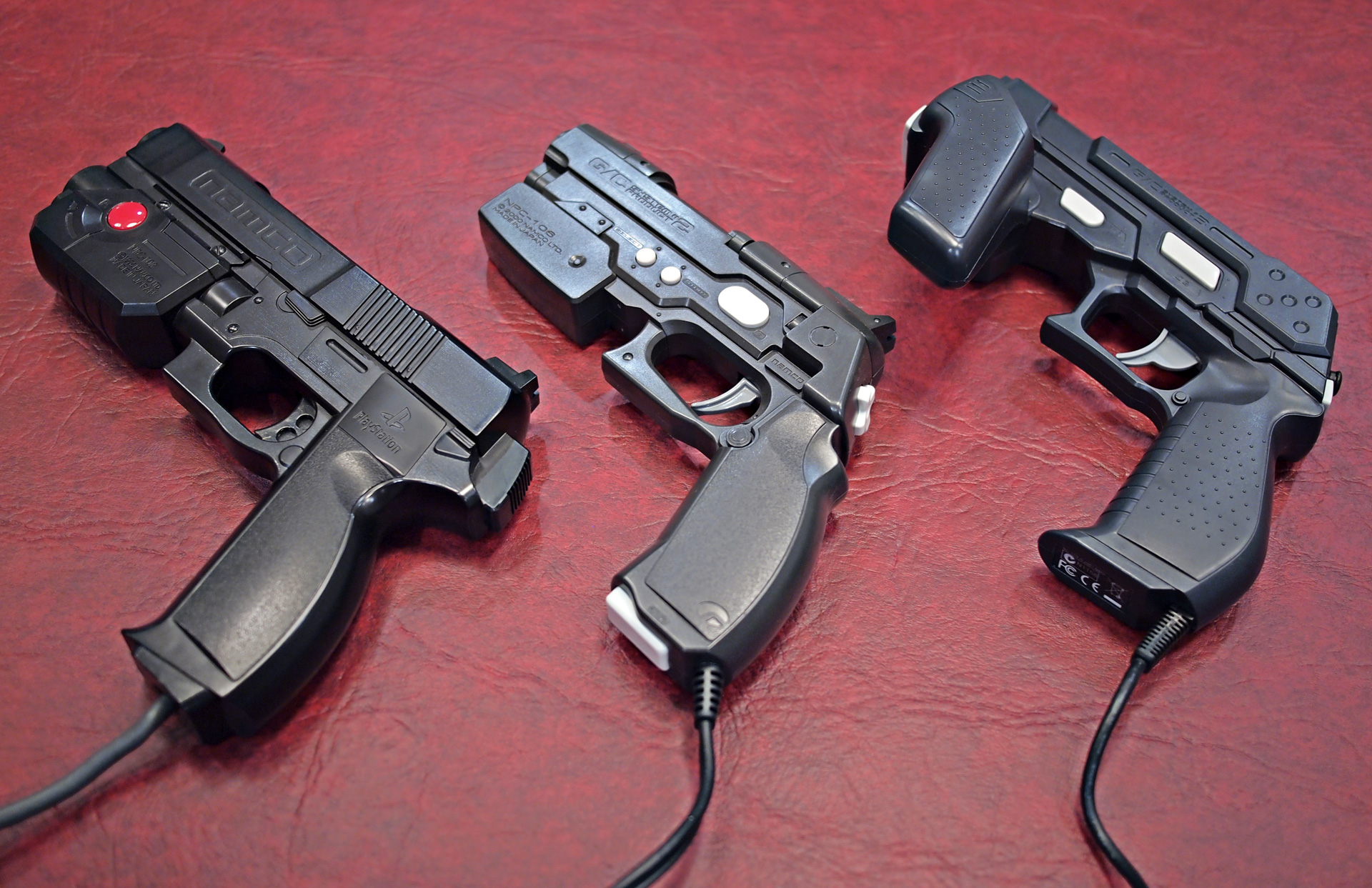
Le 3 versioni di Guncon in una foto comparativa. Da sinistra a destra: Guncon, Guncon 2 e Guncon 3.

Il Guncon (ガンコン?, Gankon) (portmanteau di "Gun Controller", talvolta stilizzato come GunCon e noto in Europa come G-Con) è una famiglia di pistole ottiche progettate da Namco per le console PlayStation. Le prime 2 versioni della periferica di gioco utilizzano la tecnologia tradizionale per l'impiego su schermi a tubo catodico, mentre la terza versione ha una tecnologia basata sul tracciamento sugli schermi LED.

## Storia

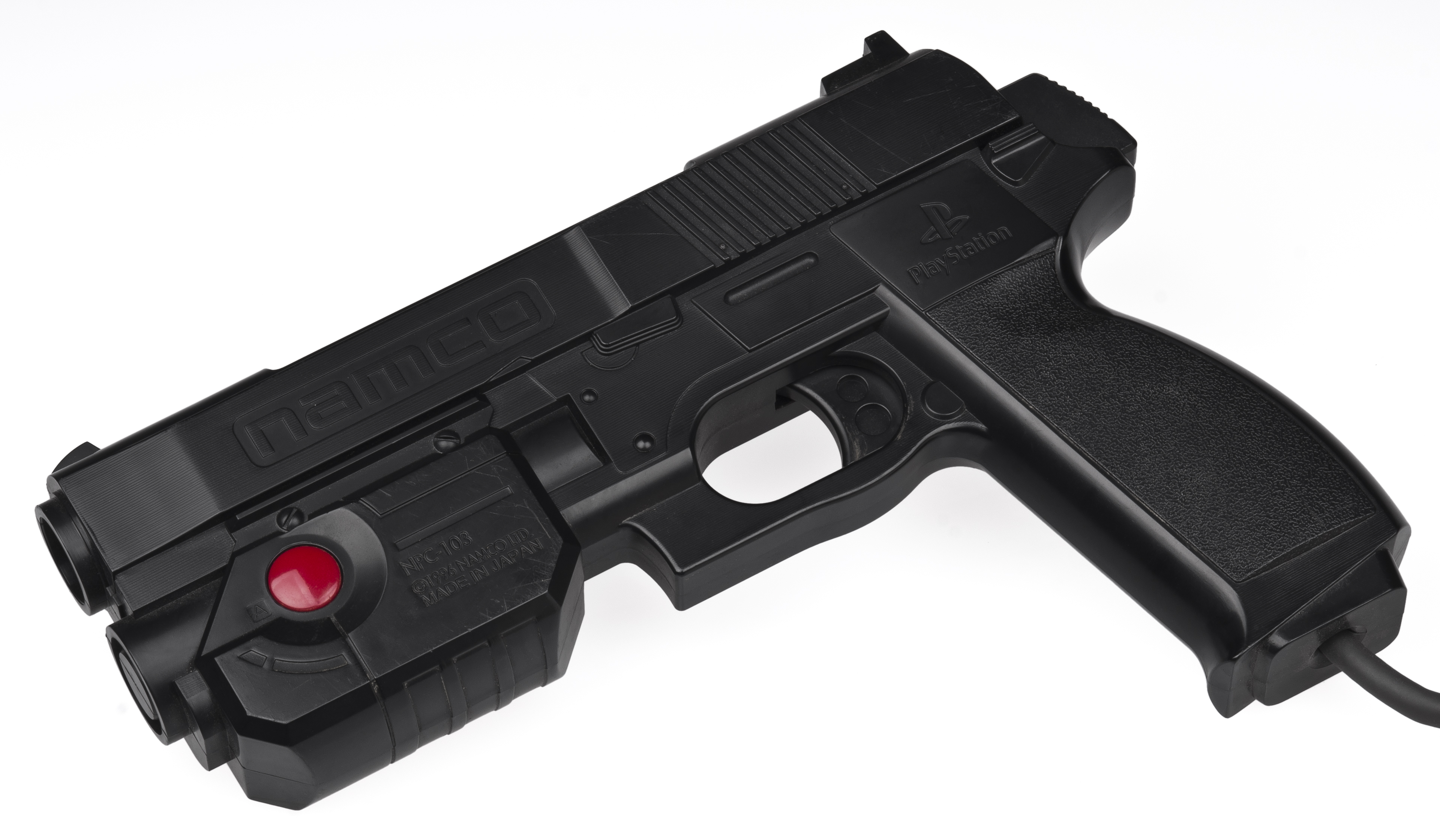
Un esemplare di Guncon originale (versione giapponese)

La prima versione del Guncon, il Guncon NPC-103 (G-Con 45 in Europa) (Sony ID: SLEH-00007), era venduta in bundle con la versione per PlayStation di Time Crisis. Per rendere la pistola più confortevole per gli utenti finali, venne rimosso il force feedback (presente invece nelle pistole arcade di Time Crisis) e venne aggiunto un pulsante di fuoco per l'abbassamento del giocatore al posto del controller a pedale che svolgeva tale funzione. La seconda versione, il Guncon 2 NPC-106 (G-Con 2 in Europa), venne invece venduta in bundle con le versioni per PlayStation 2 di Time Crisis II e Time Crisis 3. La terza versione, il Guncon 3 NC-109 (G-Con 3 in Europa), uscì in bundle con Time Crisis 4 per PlayStation 3. In Giappone, invece, tutte e tre le versioni del Guncon erano vendute anche separatamente, oltre che in bundle con un videogioco.
Prima dell'uscita del Guncon, il Konami Justifier fu la prima pistola ottica creata per la PlayStation ed era supportata solo da pochi videogiochi. Se si escludono le localizzazioni nordamericane di Elemental Gearbolt e Maximum Force, i videogiochi che supportavano il Justifier non erano compatibili con il Guncon (e viceversa).

## Versioni

### Guncon
La prima versione del Guncon utilizzava il metodo della sincronizzazione sul tubo catodico per stabilire in quale punto dello schermo si stava mirando con la canna della pistola dopo aver premuto il grilletto. Sotto la canna sono presenti due pulsanti laterali A e B, che svolgono la stessa funzione e che consentono di effettuare un'azione supplementare nel gioco, come ad esempio nascondersi e ricaricare la pistola in Time Crisis. Il Guncon è stato venduto di colore nero in Giappone e di colore grigio (oppure arancione) in Europa e in Nord America. È inoltre compatibile con alcuni titoli per Playstation 2, mentre non lo è con quelli per PlayStation 3 (non avendo quest'ultima le porte d'ingresso adatte). Molti dei giochi compatibili con Guncon consentono l'inversione dei comandi sui pulsanti A e B, rendendo il tutto confortevole sia per i giocatori destrorsi sia per quelli mancini.

### Guncon 2

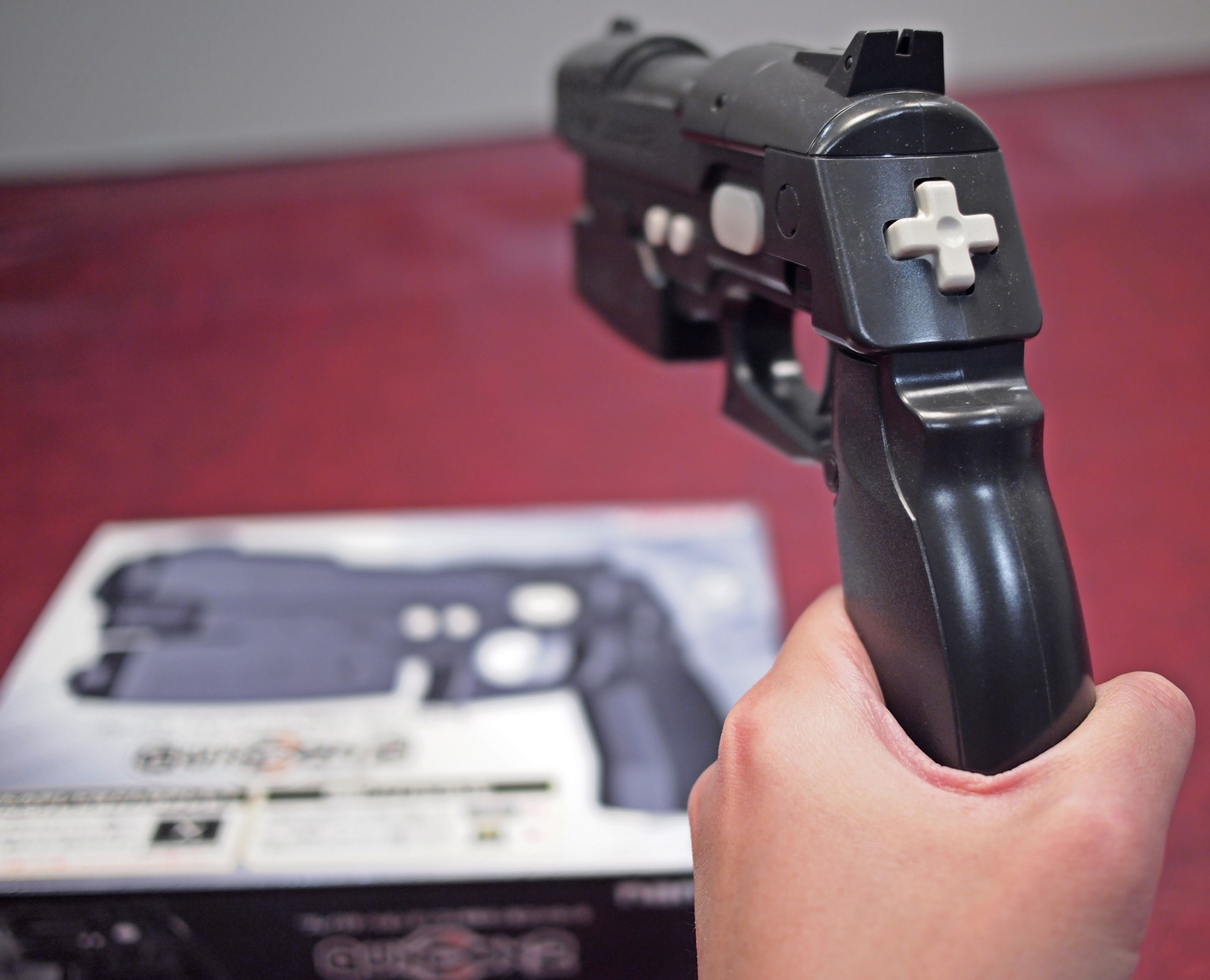
Un esemplare di Guncon 2 (versione giapponese)

Guncon 2 (G-Con 2 in Europa) presenta un corpo più piccolo rispetto al suo predecessore, oltre ad avere una forma più arrotondata. I pulsanti laterali A and B sono stati riposizionati al di sopra del grilletto. Inoltre, sono stati aggiunti diversi pulsanti: due pulsanti più piccoli, ossia SELECT e START, sul lato sinistro della pistola, una croce direzionale dietro la canna ed un pulsante C al di sotto dell'impugnatura. L'inserimento di questi nuovi pulsanti è servito per avere ulteriori funzionalità di gioco, come ad esempio lo spostamento del personaggio in Dino Stalker oppure l'utilizzo di 2 pistole contemporaneamente in Time Crisis II. La pistola utilizza una connessione su porta USB anziché su quella dei controller (come invece accadeva nel modello precedente) e, come la precedente, si aggancia al segnale video composito della console. Il Guncon 2 è stato venduto di colore nero in Giappone, blu in Europa ed arancione in Nord America. Non è compatibile né con i titoli per PlayStation né con quelli per PlayStation 3. Con i giochi compatibili, però, può essere utilizzato anche sulle prime versioni per PlayStation 3 che possiedono la retrocompatibilità con PlayStation 2.

### Guncon 3

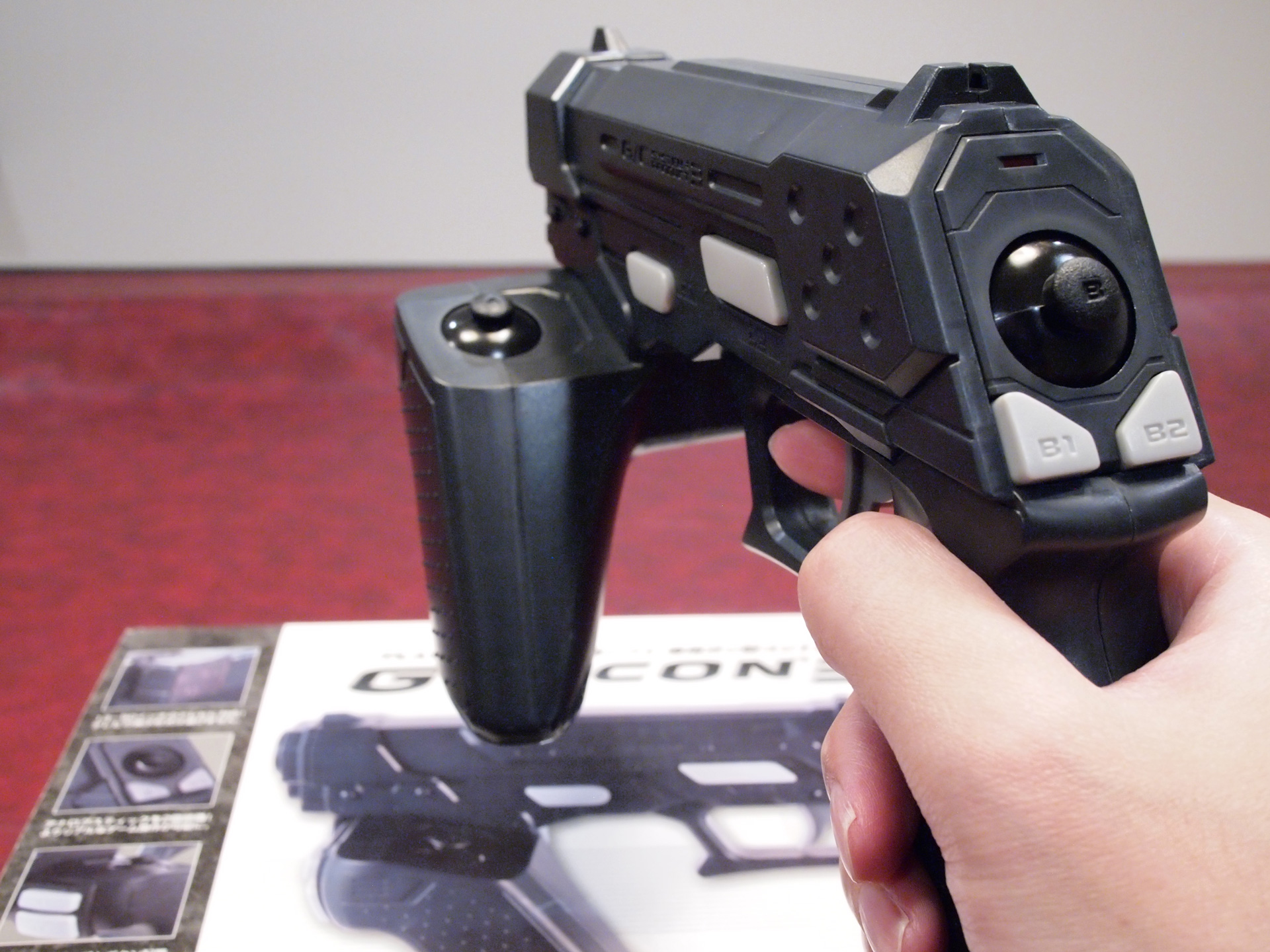
Un esemplare di Guncon 3 (versione giapponese)

Il Guncon 3 utilizza 2 LED infrarossi come marcatori, posizionati ai lati dello schermo. Un sensore di immagine traccia la posizione dei marcatori come punti di riferimento per determinare il puntamento della pistola verso lo schermo. A differenza dei 2 modelli precedenti, che sono compatibili solo con schermi a tubo catodico, il Guncon 3 supporta una larga varietà di tipi di schermi più moderni, tra cui quelli LCD e quelli al plasma.
Il Guncon 3 presenta, inoltre, un'impugnatura aggiuntiva sul lato sinistro, al di sotto della canna, per essere utilizzato con la mano sinistra. Su di essa ci sono uno stick analogico e due pulsanti dorsali, come in un moderno gamepad. Anche dietro la canna della pistola compare uno stick analogico e due pulsanti, B1 e B2, al di sotto dello stick. Altri 2 pulsanti, C1 e C2, sono posizionali lungo il lato sinistro della canna. Gli stick analogici consentono al giocatore di giocare agli sparatutto in prima persona con un puntamento manuale della pistola.
Per quanto riguarda l'aspetto cromatico, le pistole Guncon 3 vendute in Giappone sono di colore nero, mentre a causa delle leggi sulle pistole giocattolo in vigore negli Stati Uniti quelle vendute per i mercati europei e nordamericani sono di colore arancione. Il Guncon 3 è stato criticato in quanto ritenuto scomodo per i giocatori mancini.

## Lista di videogiochi compatibili con Guncon

### Videogiochi compatibili con Guncon

#### Videogiochi PSOne
- Elemental Gearbolt
- Extreme Ghostbusters
- Die Hard Trilogy 2: Viva Las Vegas
- Galaxian 3
- Ghoul Panic
- Gunfighter: The Legend of Jesse James
- Judge Dredd
- Maximum Force
- Mighty Hits Special
- Moorhuhn (serie)
- Point Blank (serie)
- Rescue Shot
- Resident Evil: Survivor (solo Giappone e versioni PAL)[10]
- Time Crisis
- Time Crisis: Project Titan

#### Videogiochi PS2
- Crisis Zone (solo Europa)
- Gunfighter II: Revenge of Jesse James
- Endgame
- Death Crimson OX
- Time Crisis II
- Vampire Night
- Ninja Assault

### Videogiochi compatibili con Guncon 2
Alcuni videogiochi per PS2 compatibili con GunCon 2 lo sono anche con il Guncon originale, a meno che non prevedano l'impiego di pulsanti aggiuntivi disponibili solo sul Guncon 2.
- Crisis Zone
- Guncom 2 (in Europa; noto come Death Crimson OX in Giappone)
- Dino Stalker (negli Stati Uniti; noto come Gun Survivor 3: Dino Crisis in Giappone)
- Endgame (Stati Uniti/Europa)
- Gunfighter II: Revenge of Jesse James (Europa)
- Gunvari Collection + Time Crisis (Giappone)
- Ninja Assault (Giappone/Europa)
- Resident Evil: Dead Aim (negli Stati Uniti; noto come Gun Survivor 4 Biohazard Heroes Never Die in Giappone)
- Resident Evil: Survivor 2 Code: Veronica (Giappone/Europa)
- Starsky & Hutch (solo modalità in cooperativa)
- Time Crisis II
- Time Crisis 3
- Vampire Night (Giappone/Europa/Stati Uniti)
- Virtua Cop: Elite Edition

### Videogiochi compatibili con Guncon 3
- Time Crisis 4
- Time Crisis: Razing Storm (Stati Uniti/Europa; noto come Big 3 Gun Shooting in Giappone)
- Deadstorm Pirates

## iGunCon
iGunCon è stata un'applicazione per iOS, pubblicata il 21 luglio 2011, che consentiva ai giocatori di usare un iPhone o un iPod Touch come se fosse un GunCon nel videogioco Time Crisis 2nd Strike, un'esclusiva per iOS della serie Time Crisis. iGunCon, insieme a Time Crisis 2nd Strike, è stata rimossa dall'App Store nel marzo del 2015.